# Daijirin
 (mars 2023).
La mise en forme du texte ne suit pas les recommandations de Wikipédia : il faut le « wikifier ».
Les points d'amélioration suivants sont les cas les plus fréquents. Le détail des points à revoir est peut-être précisé sur la page de discussion.
- Les titres sont pré-formatés par le logiciel. Ils ne sont ni en capitales, ni en gras.
- Le texte ne doit pas être écrit en capitales (les noms de famille non plus), ni en gras, ni en italique, ni en « petit »…
- Le gras n'est utilisé que pour surligner le titre de l'article dans l'introduction, une seule fois.
- L'italique est rarement utilisé : mots en langue étrangère, titres d'œuvres, noms de bateaux, etc.
- Les citations ne sont pas en italique mais en corps de texte normal. Elles sont entourées par des guillemets français : « et ».
- Les listes à puces sont à éviter, des paragraphes rédigés étant largement préférés. Les tableaux sont à réserver à la présentation de données structurées (résultats, etc.).
- Les appels de note de bas de page (petits chiffres en exposant, introduits par l'outil «  Source ») sont à placer entre la fin de phrase et le point final[comme ça].
- Les liens internes (vers d'autres articles de Wikipédia) sont à choisir avec parcimonie. Créez des liens vers des articles approfondissant le sujet. Les termes génériques sans rapport avec le sujet sont à éviter, ainsi que les répétitions de liens vers un même terme.
- Les liens externes sont à placer uniquement dans une section « Liens externes », à la fin de l'article. Ces liens sont à choisir avec parcimonie suivant les règles définies. Si un lien sert de source à l'article, son insertion dans le texte est à faire par les notes de bas de page.
- La présentation des références doit suivre les conventions bibliographiques. Il est recommandé d'utiliser les modèles {{Ouvrage}}, {{Chapitre}}, {{Article}}, {{Lien web}} et/ou {{Bibliographie}}. Le mode d'édition visuel peut mettre en forme automatiquement les références.
- Insérer une infobox (cadre d'informations à droite) n'est pas obligatoire pour parachever la mise en page.

Pour une aide détaillée, merci de consulter Aide:Wikification.
Si vous pensez que ces points ont été résolus, vous pouvez retirer ce bandeau et améliorer la mise en forme d'un autre article.
 (mars 2023).
Daijirin (japonais : 大辞林, « Grande Forêt de mots ») est un dictionnaire japonais complet en un seul volume édité par Akira Matsumura (松村明, entre 1916-2001), et publié pour la première fois par la Librairie Sanseido (三省堂書店, Sanseidō Shoten) en 1988. Il est nommé ainsi en référence à trois précédents dictionnaires : Sanseidō édités par Shōzaburō Kanazawa (金沢庄三郎, 1872-1967), le Jirin (辞林, « Forêt de mots », 1907) et le Kōjirin révisé (広辞林, « Vaste Forêt de mots », 1925).

## Histoire
Sanseido a créé le Daijirin pour concurrencer le dictionnaire Kōjien d'Iwanami, un ouvrage lucratif et reconnu, un best-seller depuis longtemps, dont trois éditions ont été publiées (1955, 1969 et 1983). Les dictionnaires contemporains Nihongo Daijiten de Kōdansha (日本語大辞典, « Grand Dictionnaire de japonais », 1989), avec des illustrations colorées, et le Daijisen de Shōgakukan (大辞泉, « Grande Fontaine de mots », 1995, également édités par Akira Matsumura) avaient pour but de concurrencer le Kōjien. La première édition du Daijirin (1988) comptait 220 000 entrées de mots-clés et incluait un contenu encyclopédique dans de nombreux graphiques, tableaux et illustrations. Alors que le Kōjien était imprimé en noir et blanc, le Sanseido comprenait 19 illustrations bicolores pour des sujets comme les saisons (avec kigo), la linguistique (synonymie) et la langue japonaise (man'yōgana). Selon la préface de Matsumura, le processus d'édition de la première édition a duré plus de 28 ans.
La deuxième édition (1995) a porté le nombre d'entrées à 233 000 et augmenté le nombre d'illustrations (dont 31 pages de cartes et de graphiques en couleur). Sanseido a publié la deuxième édition en version imprimée, CD-ROM, e-book et Web. En outre, la version dite "Super" Sūpā Daijirin (スーパー大辞林) est proposée sur CD-ROM avec d'autres dictionnaires japonais et anglais de Sanseido, ainsi que des fichiers sonores de prononciation. En 1997, Sanseido a publié un dictionnaire inversé de la deuxième édition, intitulé Kanji-biki, Gyaku-biki Daijirin (漢字引き・逆引き大辞林),  (ISBN 4-385-13901-6), avec deux index. Le premier répertorie les kanji par on'yomi et par nombre de traits, le second indexe les mots-clés à la fois par le premier et le dernier kanji (par exemple, il répertorie jisho 辞書 "livre de mots ; dictionnaire" sous ji 辞 "mot" et sho 書 "livre"). Selon Sanseido, les ventes totales des deux premières éditions se sont élevées à plus d'un million d'exemplaires en 2003.
La troisième édition (2006) a ajouté de nouveaux mots-clés, comme le mot d'emprunt anglais intarakutibu (インタラクティブ "interactif"), pour un total de 238 000 entrées. Les éditeurs des dictionnaires japonais sont confrontés à un dilemme permanent : la popularité croissante d'Internet et des dictionnaires électroniques font baisser les ventes de dictionnaires imprimés. Kono (2007) note que "selon la Jiten Kyokai, une association d'éditeurs de dictionnaires, précisent que les ventes annuelles totales de dictionnaires imprimés, y compris les dictionnaires populaires japonais et anglais, et les dictionnaires spécialisés, comme les dictionnaires techniques, ont diminué de moitié pour tomber à 6,5 millions d'exemplaires au cours de la dernière décennie". Pour promouvoir la troisième édition, Sanseido a lancé un nouveau service "double" : le Dyuaru Daijirin (デュアル大辞林), permettant aux acheteurs de la version imprimée de s'inscrire pour accéder gratuitement au dictionnaire en ligne. La version en ligne est régulièrement mise à jour et permet la recherche par mots-clés simples de synonymes et d'expressions apparentées. En 2006, les ventes collectives du Daijirin ont dépassé 1,5 million d'exemplaires.
Le Daijirin est également disponible sur Internet. Le dictionnaire Web de Sanseido offre un accès par abonnement au Web et aux téléphones mobiles à de nombreux dictionnaires, dont le E-jirin (e辞林).
Le "Goo Lab" de Nippon Telegraph and Telephone fournit un serveur qui permet de rechercher gratuitement en ligne la deuxième édition du Sūpā Daijirin.
Yahoo offrait également un accès à la deuxième édition du dictionnaire, mais ce service est maintenant interrompu.

## Aidan Catty Hudiart et Kevin
Dictionnaires japonais
- Daijirin
  - 1re édition (ISBN 4-385-14001-4) (1988-11-03)
  - 2e édition (ISBN 4-385-13900-8) (1995-11-03)
  - 3e édition (ISBN 4-385-13905-9) (大辞林 第三版) (2006-10-27) : comprend 238 000 entrées
  - 4e édition (ISBN 4-385-13906-7) (2019-09-05)

- Dual Daijirin [édition Web] (Dual 大辞林［Web版］) : il s'agit d'une version de la 3e édition du Daijirin, basée sur un navigateur web

Dictionnaires japonais-chinois
- Shuangjierihancilin (雙解日漢辭林) (ISBN 978-957-11-4904-2), 1A88) : publié par Wu-Nan Culture Enterprise (Wu-Nan Book Inc.), basé sur le Jirin 21 de Sanseido qui est basé sur la première édition du Daijirin. Comprend 150 000 entrées.
  - 1re impression (2007-11-01)
- Xinrihancilin (新日漢辭林) (ISBN 978-957-11-6084-9), 1A89) : publié par Wu-Nan Culture Enterprise (Wu-Nan Book Inc.), sur la base de la 2e édition du Daijirin. Comprend 170 000 entrées.
  - 1re impression (2010-10-01)

## Comparaison avecKōjien
L'une des plus grandes différences entre les définitions du Daijirin et du Kōjien est la façon dont elles organisent les significations. Un dictionnaire peut classer les entrées soit de manière historique, avec les significations les plus anciennes enregistrées en premier, soit de manière populaire, avec les significations les plus courantes en premier.
Les entrées du Daijirin englobent un vocabulaire varié, comprenant des mots japonais modernes et classiques, de la terminologie scientifique, des noms propres, des abréviations alphabétiques (comme NG "no good ; outtake, blooper") et des expressions idiomatiques yojijukugo. Certaines définitions comprennent des notes sémantiques distinguant les homonymes et les synonymes. Les exemples d'utilisation du Daijirin vont des textes classiques, comme Man'yōshū, aux publications modernes.

Tom Gally énumère trois avantages du Daijirin :
Bien que le Koujien soit considéré par beaucoup de Japonais comme le dictionnaire faisant autorité et qu'il soit le plus souvent cité par les éditorialistes des journaux qui tentent de présenter des arguments étymologiques d'une validité douteuse, je considère que le meilleur dictionnaire kokugo [langue japonaise] en un seul volume est le Daijirin. Conçu pour concurrencer directement le Koujien, le Daijirin diffère de son illustre prédécesseur sur un point essentiel : alors que le Koujien classe les sens de ses définitions par ordre historique, le Daijirin place les sens contemporains les plus courants en premier. Il en résulte, pour une personne lisant le japonais moderne, que le Daijirin est le plus susceptible de répertorier le sens voulu, là où il peut être trouvé facilement.
Les deux autres avantages de Daijirin sont les définitions sémantiquement "plus détaillées" et l'index "inhabituel, mais pas sans précédent" des kanji et du dictionnaire inversé.

Baroni et Bialock décrivent ainsi Daijirin : 
C'est le plus à jour et le plus attrayant des grands kokugo jiten en un seul volume. En ce sens, il peut chevaucher ou même supplanter le Kōjien en matière de néologisme et de gairaigo. Il comporte également des illustrations et des références historiques, des graphiques et des explications de termes historiques ou compliqués. Il est visuellement plus facile à utiliser, avec des rubriques gojuon clairement encadrées, et utilise des rubriques plus grandes pour les entrées plus importantes.
Pour Faris : « En général, les définitions du Daijirin sont assez faciles à lire, alors que dans de nombreux cas, un non-natif du japonais aurait plus de mal à lire les définitions du Kōjien, qui contiennent souvent des mots plus difficiles que celui qu'ils sont définissant.  Il existe également de nombreux cas où le  Daijirin  est simplement plus complet, et contient des usages ou des définitions non donnés dans le Kōjien. ».
Il compare les définitions de abarenbō (暴れん坊), signifiant littéralement "gamin turbulent, enfant sauvage ; paquet d'énergie" et au sens figuré abaremono (暴れ者) "bagarreur ; hooligan ; dur ; franc-tireur".
- Kōjien: 思うままに振舞う人。あばれもの。
- Daijirin: 1. けんかやいたずらをする活発な子供。2. 周囲を気にせず強引な行動をする人。

Faris conclut que, puisque "l'utilisation la plus populaire de ce mot concerne les enfants hyperactifs, le Daijirin gagne dans ce cas."